# Lasioglossum politum
Lasioglossum politum là một loài Hymenoptera trong họ Halictidae. Loài này được Schenck mô tả khoa học năm 1853.